# Superliga e Futbollit të Kosovës 2014-2015
La Superliga e Futbollit të Kosovës 2014-2015 è un evento organizzato dalla Federazione calcistica del Kosovo. La stagione è stata vinta dal KF Feronikeli, che ha così conquistato il suo primo titolo, mentre sono state retrocesse il KF Trepça'89 e il KF Ferizaj.